# 吉田知央
吉田 知央（よしだ ちひろ、1999年2月6日 - ）は、日本の俳優である。神奈川県出身。久保プロモーション所属。

## 来歴・人物
- 趣味はバレーボール、野球。特技は絵を描くこと、模写[1]。
- 高校生の時に原宿でスカウトされ、「HR（雑誌）」のモデルとしてデビュー。
- 2020年8月、舞台で共演している堀田竜成[2]との音楽ユニット「march」の結成を両名のインスタライブにて発表。
- 好きなものはハンバーグ、苦手なものは辛いもの。

## 出演

### 舞台
- Air studioプロデュース
  - Air studioプロデュース『GO,JET!GO!GO! vol.1』（2016年4月9日 - 19日、AQUA Studio）※【Ａチーム】
  - Air studioプロデュース『GO,JET!GO!GO! vol.2 -浮気なJETのパレットキャット-』（2016年6月3日 - 12日、AQUA Studio）※【Ａチーム】
  - Air studioプロデュース『GO,JET!GO!GO! vol.4」（2018年1月11日 - 14日、 AQUA Studio）※【Ａチーム】
- 4cus旗揚げ公演『グッドラブストーリー -喫茶オトギリソウ編-』（2018年10月27日 - 29日、アトリエ第七秘密基地）

- 2.5次元ダンスライブ - 神楽坂宗司 役
  - 2.5次元ダンスライブ「S.Q.S Episode 4『TSUKINO EMPIRE2 -Beginning of the World-』」（2019年9月26日 - 29日、舞浜アンフィシアター）[3]
  - 2.5次元ダンスライブ「ALIVESTAGE Episode 2『月花神楽』」（2019年11月8日 - 17日、ヒューリックホール東京）[4]
  - 2.5次元ダンスライブ「ALIVESTAGE Episode 3『SCHOOL REVOLUTION Hello 神さま 僕はここにいる！』」（2020年4月24日 - 5月6日、ヒューリックホール東京）※お当番 ※全公演中止
  - 2.5次元ダンスライブ「TSUKIPRO STAGE キソセカイステージ：eins『ソラヲワタルカゼ』」（2020年6月10日 - 13日、立川ステージガーデン） ※全公演中止
  - 「LUNATIC LIVE 2020 in Taiwan」（2020年6月19日 - 21日、信義劇場 Legacy Max） ※全公演中止
  - 2.5次元ダンスライブ「ALIVESTAGE Episode 3『SCHOOL REVOLUTION Hello 神さま 僕はここにいる！』」（2020年10月29日 - 11月8日、ヒューリックホール東京）※振替公演[5] ※お当番
  - 2.5次元ダンスライブ「TSUKIPRO STAGE キソセカイステージ：eins『ソラヲワタルカゼ』」（2020年12月19日 - 20日、立川ステージガーデン）※振替公演、無観客生配信
  - 2.5次元ダンスライブ「ALIVESTAGE Episode 4『WYD』」（2021年2月4日 - 14日、ヒューリックホール東京）[6]
  - 2.5次元ダンスライブ「S.Q.S Episode 6 キソセカイステージ：zwei 『アカイホノオ』」（2021年3月25日 - 31日、ヒューリックホール東京）※振替公演[7]
  - 2.5次元ダンスライブ「ALIVESTAGE Episode 5『月野百鬼夜行綺譚 天獄 -君死にたまふことなかれ-』」（2021年9月2日 - 12日、シアターGロッソ）※お当番[8]
  - 「LUNATIC LIVE 2021」（2021年9月4日 - 5日、東京ガーデンシアター）※5日のみ出演 ※全公演中止
  - 2.5次元ダンスライブ「ALIVESTAGE Episode 6『Gift』」（2022年3月18日 - 27日、ヒューリックホール東京）[9]
  - 2.5次元ダンスライブ「TSUKIPRO STAGE Episode2『月野奇譚 太極伝奇 -金蘭之契-』」（2022年9月3日 - 11日、シアターGロッソ） ※全公演中止[10]
  - 2.5次元ダンスライブ「ALIVESTAGE Episode7『斬心 -霖雨蒼生-』」（2023年1月20日 - 29日、ヒューリックホール東京）[11]
  - 2.5次元ダンスライブ「ALIVESTAGE Episode 8『太極伝奇の、舞台裏』」（2023年7月29日 - 8月7日、なかのZERO 大ホール）[12]
  - 2.5次元ダンスライブ「ALIVESTAGE Episode 9『オトアツメ feat.ORIGIN』」（2024年5月10日 - 19日、ヒューリックホール東京）※お当番[13]
  - 「ALIVESTAGE」＆「S.Q.S」ツキプロ合同ライブ『ROCKOOL FES 2024』（2024年11月20日 - 24日、東京ドームシティ シアターGロッソ）[14]
  - 「LUNATIC FES 2025 ～NOBLE FLOWERS～」（2025年3月26日 - 30日、日本青年館ホール）[15]

- ［Otona Project 第二十八弾］演劇ユニット【爆走おとな小学生】第十三回全校集会『勇者セイヤンの物語（真）-再再演-』（2019年12月4日 - 8日、全労済ホール／スペース・ゼロ / 12月27日 - 30日、近鉄アート館）- マドン 役
- 朗読劇『ホワイト・ストーリーズ』（2019年12月22日、山手ゲーテ座ホール）- ヨシオ、カップル（男）/ トラックの運転手 役
- 『風待ちの庭』（2020年2月26日 - 3月1日、バルスタジオ）- 御子柴清四郎 役
- 朗読劇『それぞれの運命』（2020年5月26日 - 6月6日、Zoom配信）
- 朗読劇『顎門の如き、雲の峰』（2020年7月26日、streaming＋配信）- 五十嵐善 役[16]
- 朗読劇『JUST KEEP GOING』（2020年8月21日-23日、Zoom配信）[17]
- 音楽劇『黒と白-purgatorium-』- 破滅・アバドン 役
  - 音楽劇『黒と白-purgatorium- ad libitum』（2020年11月27日 - 12月6日、ヒューリックホール東京）[18]
  - 音楽劇『黒と白-purgatorium- amoroso』（2021年6月30日 - 7月4日、シアターGロッソ）[19]
- 舞台『淡海乃海 ～声無き者の歌をこそ聞け～』（2021年3月10日 - 14日、俳優座劇場）- 竹中半兵衛重治 役[20]
- 舞台『碧い湖に住むニーナ』（2021年11月11日 - 14日、日暮里d-倉庫）- 伊吹海音 役
- 劇団TEAM-ODAC
  - 劇団TEAM-ODAC 第34回本公演『僕らの深夜高速』（2021年12月15日 - 20日、草月ホール）- 廣井誠司 役
  - 劇団TEAM-ODAC第41回 『猫と犬と約束の燈〜2023編〜』（2023年4月12日 - 16日、こくみん共済 coop ホール／スペース・ゼロ）- 城井涼 役[21]
- T-gene stage
  - T-gene stage『トワイライトの涙』（2022年1月19日 - 23日、サンモールスタジオ）- 主演・高清水龍二 役[22]
  - T-gene stage『愛をなくした男』（2022年5月18日 - 22日、すみだパークシアター倉）[23]
  - T-gene stage『笑わない君と笑う僕』（2022年10月26日 - 30日、TACCS1179）
  - T-gene stage『MOMOTARO』（2023年5月24日 - 28日、六行会ホール）- 主演・桃山ダン 役[24]
  - T-gene stage『消された声』（2023年10月4日 - 9日、すみだパークシアター倉）- 野村ジュン 役
  - T-gene stage『コトの葉』（2024年1月18日 - 28日、すみだパークシアター倉）
  - T-gene stage『図ったん×ひょったん the STAGE』（2024年6月26日 - 30日、すみだパークシアター倉）
  - T-gene stage『Episode 犬紀村 ~MOMOTARO~』（2024年10月23日 - 27日、六行会ホール）- 日替わりゲスト・桃山ダン 役 ※24日のみ出演[25][26]
  - T-gene Stage『正義の味方 ~ジャスティス・タクティス~』（2025年2月26日 - 3月3日、中目黒キンケロシアター）- 桜井大 役
  - T-gene stage『囚われた5人？-2025-』（2025年4月16日 - 21日、サンモールスタジオ / 4月30日 - 5月4日、扇町ミュージアムキューブ CUBE03）- 酒田美伊留 役
  - T-gene Stage『Altersong』（2025年6月16日 - 22日、築地本願寺ブディストホール）- タカ 役
- ［Soft Boiled Theater-6］クリエイティブユニット【ソフトボイルド】Theater-6『戦国送球〜バトルボールズ〜』（2022年2月23日 - 27日、CBGKシブゲキ!!）- 日替わりゲスト ※23日のみ出演
- 舞台『晴れときどき、わかば荘 あらあら』（2022年6月10日 - 20日、草月ホール）- 小田島翔 役[27]
- 舞台『処女のまま死ぬやつなんていない、みんな世の中にやられちまうからな』（2022年7月1日 - 10日、博品館劇場）[28]
- 音×劇 オンゲキ
  - 音×劇 オンゲキ『コンビニエンスマンBB〜ぼくら日和〜』（2022年9月22日 - 10月2日、アトリエファンファーレ東池袋）- タガミ 役
  - 音×劇 オンゲキepisode3『meaning〜また会いたいから、さようなら〜』（2023年3月29日 - 4月2日、上野ストアハウス）- 高須まりお 役 ※30日以外出演[29]
- 舞台『BOYS DOLL HOUSE〜はい！よろこんで！〜』（2022年10月7日 - 10日、新宿村LIVE）- カナタ 役[30]
- 大川企画vol.3『犬の刺客』（2022年11月22日 - 23日、下北沢OFF・OFFシアター）[31]
- 舞台『ぼくはずっと前からあたらしい』（2022年12月23日 - 25日、R’s アートコート）[32]
- 舞台『梅雨のむらさき』（2023年8月16日 - 20日、築地本願寺ブディストホール）- 梶陽太 役[33]
- 舞台『あゝ青春の血は燃ゆる』（2023年9月14日 - 18日、新宿村LIVE）- 島田栄太 役[34]
- 舞台『ティアムーン帝国物語～断頭台姫 on The Stage～』（2023年11月9日 - 16日、飛行船シアター）- アベル 役[35]
- 劇団たいしゅう小説家 present's『うみねこ荘のヌシ』ちっちゃな民宿ではじまる、真夏の大騒動!（2023年12月20日 - 24日、萬劇場）
- 舞台『テムとゴミの声 -第2章 また会えたなら-』（2024年2月28日 - 3月3日、CBGKシブゲキ!!）
- 舞台『徒桜』（2024年7月24日 - 28日、劇場HOPE）[36]
- 朗読劇『学園デスパネル2024』（2024年8月28日 - 30日、座・高円寺2）- リーダー 役[37]
- 『ザ・フィクションvol.8』（2024年9月7日、大塚ドリームシアター）
- おぶちゃ7周年記念公演『ポエム同好会』（2024年10月9日 - 14日、中目黒キンケロ・シアター）- 権藤太志 役[38]
- 舞台『覇権DO!!〜戦国高校天下布武〜』（2024年11月1日 - 5日、シアター・アルファ東京）- タチバナ 役[39]
- 舞台『バッドエンド目前のヒロインに転生した私、今世では恋愛するつもりがチートな兄が離してくれません!?』（2024年12月11日 - 15日、CBGKシブゲキ!!）- ラインハルト・ノークス 役[40]
- ボクジェネpresents 舞台『THREE’S 2025』（2025年1月29日 - 2月3日、かめありリリオホール）
- 朗読劇『命のバトン』（2025年5月28日 - 6月1日、赤坂RED/THEATER）[41]
- 小菅プロデュース 第二弾 舞台『初恋雨』（2025年6月4日 - 8日、劇場MOMO）- 日替わりゲスト・永海彩貴央 役 ※7日のみ出演
- 舞台『キューピット・パラサイト The Stage』（2025年7月24日 - 28日、ラゾーナ川崎プラザソル）- アラン・メルヴィル 役[42]
- 舞台『ぼくらの七日間戦争2025』（2025年8月24日 - 9月2日、東京建物 Brillia HALL / 9月10日 - 18日、東京建物 Brillia HALL 箕面 大ホール / 9月24日 - 28日、京都劇場 / 10月2日・3日、東海市芸術劇場 大ホール / 11月7日 - 9日、熊本城ホール メインホール / 11月7日 - 9日、東京建物 Brillia HALL）- 佐⽵哲郎 役[43]
- 舞台『ポセイドンの孫とYシャツと私2025』（2025年9月13日 - 23日、シアターグリーンBIGTREE THEATER）[44]

### テレビドラマ
- 『先に生まれただけの僕』（2017年10月 -、日本テレビ系）- 岩崎博 役
- 『花のち晴れ〜花男 Next Season〜』3話出演（2018年5月1日放送、TBS系）
- 『彼が僕に恋した理由』（2020年8月 -、TOKYO MX）- 白鳥マコト 役

### テレビ
- IVESTA TV（2020年4月29日 - 5月20日、TOKYO MX・BS日テレ）
- プロステTV（2022年1月5日 - 3月16日、TOKYO MX・BS日テレ、#1 - #3）

### 映画
- 短編映画『夏の巫女』（2016年）- シュン 役
- 劇場版SOARA - 神楽坂宗司 役
  - 劇場版SOARA『LET IT BE -君が君らしくあるように-』（2019年10月4日公開）[45]
  - 劇場版SOARA2『I will. -君が未来を歩くとき-』（2021年10月29日公開）[46]

### CM
- TikTok TVCM （2018年8月 -）
- Schick HYDRO WebCM （2018年10月 -）
- ポケモンカード TVCM （2018年12月 -）
- スマートフォン向けアプリ『ガンダムブレイカーモバイル』2周年CM （2021年7月）
- 有福温泉 PR動画 （2021年12月） 有福温泉振興会公式Twitter

### CD

#### march名義楽曲
※オリジナル楽曲のみ（march公式YouTube限定配信楽曲は除く）
- 『CRYME』（2021年10月29日発売予定）※TVドラマ「救出劇」（2021年5月-、TOKYO MX）主題歌[47]、同ドラマのblu-ray封入特典CDとして発売

#### 「劇場版SOARA」関連
- 劇場版SOARA『ALIVE THE MOVIE SONG COLLECTION-さぁ、音楽をはじめよう!-』（2019年10月4日発売）
- 劇場版SOARA2『ALIVE THE MOVIE SONG COLLECTION2-君が未来を歩くとき-』（2021年12月24日発売）

#### 2.5次元ダンスライブ「ALIVE STAGE」関連
| 発売日   | 商品名 | キャスト | 歌                                                 |
| 2019年   | 2019年 | 2019年 | 2019年                                             |
| -------- | --- | --- | -------------------------------------------------- |
| 11月29日 | 2.5次元ダンスライブ「ALIVESTAGE Episode 2『月花神楽』」主題歌                                                 | SOARA: 大原空 役：堀田竜成、在原守人 役：石渡真修、神楽坂宗司 役：吉田知央、宗像廉 役：植田慎一郎、七瀬望 役：渡邉響 Growth: 衛藤昂輝 役：塩澤英真、八重樫剣介 役：石川翔、桜庭涼太 役：三谷怜央、藤村衛 役：岩佐祐樹 | 『月花神楽』                                       |
| 11月29日 | 2.5次元ダンスライブ「ALIVESTAGE Episode 2『月花神楽』」～青藍の章～ 挿入歌                                    | SOARA: 大原空 役：堀田竜成、在原守人 役：石渡真修、神楽坂宗司 役：吉田知央、宗像廉 役：植田慎一郎、七瀬望 役：渡邉響                                                                                                  | 『青藍の空へと』                                   |
| 2020年   | | |                                                    |
| 5月29日  | 2.5次元ダンスライブ「ALIVESTAGE Episode 3『SCHOOL REVOLUTION Hello 神さま 僕はここにいる！』」主題歌          | SOARA: 大原空 役：堀田竜成、在原守人 役：石渡真修、神楽坂宗司 役：吉田知央、宗像廉 役：植田慎一郎、七瀬望 役：渡邉響 Growth: 衛藤昂輝 役：塩澤英真、八重樫剣介 役：石川翔、桜庭涼太 役：三谷怜央、藤村衛 役：岩佐祐樹 | 『SCHOOL REVOLUTION Hello 神さま 僕はここにいる!』 |
| 5月29日  | 2.5次元ダンスライブ「ALIVESTAGE Episode 3『SCHOOL REVOLUTION Hello 神さま 僕はここにいる！』」Ver.BLUE 劇中歌 | SOARA: 大原空 役：堀田竜成、在原守人 役：石渡真修、神楽坂宗司 役：吉田知央、宗像廉 役：植田慎一郎、七瀬望 役：渡邉響                                                                                                  | 『青春宣誓』                                       |
| 2021年   | | |                                                    |
| 2月26日  | 2.5次元ダンスライブ「ALIVESTAGE Episode 4『WYD』」主題歌                                                      | SOARA: 大原空 役：堀田竜成、在原守人 役：石渡真修、神楽坂宗司 役：吉田知央、宗像廉 役：植田慎一郎、七瀬望 役：渡邉響 Growth: 衛藤昂輝 役：塩澤英真、八重樫剣介 役：石川翔、桜庭涼太 役：橘りょう、藤村衛 役：岩佐祐樹 | 『WYD』                                            |
| 2月26日  | 2.5次元ダンスライブ「ALIVESTAGE Episode 4『WYD』」Ver.BLUE 劇中歌                                             | SOARA: 大原空 役：堀田竜成、在原守人 役：石渡真修、神楽坂宗司 役：吉田知央、宗像廉 役：植田慎一郎、七瀬望 役：渡邉響                                                                                                  | 『BUZZER BEATER -ver.WYD-』                        |
| 10月8日  | 2.5次元ダンスライブ「ALIVESTAGE Episode 5『月野百鬼夜行綺譚 天獄 -君死にたまふことなかれ-』」主題歌           | SOARA: 大原空 役：堀田竜成、在原守人 役：石渡真修、神楽坂宗司 役：吉田知央、宗像廉 役：植田慎一郎、七瀬望 役：渡邉響 Growth: 衛藤昂輝 役：塩澤英真、八重樫剣介 役：石川翔、桜庭涼太 役：橘りょう、藤村衛 役：岩佐祐樹 | 『万古詠唱』                                       |
| 2022年   | | |                                                    |
| 4月1日   | 2.5次元ダンスライブ「ALIVESTAGE Episode 6『Gift』」主題歌                                                     | SOARA: 大原空 役：堀田竜成、在原守人 役：石渡真修、神楽坂宗司 役：吉田知央、宗像廉 役：植田慎一郎、七瀬望 役：渡邉響 Growth: 衛藤昂輝 役：塩澤英真、八重樫剣介 役：石川翔、桜庭涼太 役：橘りょう、藤村衛 役：岩佐祐樹 | 『Gift For The Music』                             |
| 2023年   | | |                                                    |
| 2月17日  | 2.5次元ダンスライブ「ALIVESTAGE Episode 7『斬心 -霖雨蒼生-』」主題歌                                          | SOARA: 大原空 役：堀田竜成、在原守人 役：影山達也、神楽坂宗司 役：吉田知央、宗像廉 役：植田慎一郎、七瀬望 役：渡邉響 Growth: 衛藤昂輝 役：塩澤英真、八重樫剣介 役：石川翔、桜庭涼太 役：田中尚輝、藤村衛 役：岩佐祐樹 | 『斬心-無形ノ八重-』                               |
| 9月29日  | 2.5次元ダンスライブ「ALIVESTAGE Episode 8『太極伝奇の、舞台裏』」主題歌                                       | SOARA: 大原空 役：堀田竜成、在原守人 役：影山達也、神楽坂宗司 役：吉田知央、宗像廉 役：植田慎一郎、七瀬望 役：渡邉響 Growth: 衛藤昂輝 役：塩澤英真、八重樫剣介 役：石川翔、桜庭涼太 役：田中尚輝、藤村衛 役：岩佐祐樹 | 『太極伝奇～約束～』                               |
| 2024年   | | |                                                    |
| 7月26日  | 2.5次元ダンスライブ「ALIVESTAGE Episode 9『オトアツメ feat.ORIGIN』」主題歌                                   | SOARA: 大原空 役：堀田竜成、在原守人 役：影山達也、神楽坂宗司 役：吉田知央、宗像廉 役：植田慎一郎、七瀬望 役：渡邉響 Growth: 衛藤昂輝 役：塩澤英真、八重樫剣介 役：石川翔、桜庭涼太 役：田中尚輝、藤村衛 役：岩佐祐樹 | 『ORIGIN -芽生えの詩-』                            |

#### 音楽劇「黒と白」関連
| 発売日  | 商品名                                         | キャスト | 歌                 |
| 2021年  | 2021年                                         | 2021年 | 2021年             |
| ------- | ---------------------------------------------- | --- | ------------------ |
| 1月29日 | 音楽劇『黒と白-purgatorium- ad libitum』劇中歌 | 嫉妬・レヴィアタン 役：須賀京介、寛容・ガブリエル 役：千葉瑞己、破滅・アバドン 役：吉田知央                                                             | 『Error』          |
| 8月27日 | 音楽劇『黒と白-purgatorium- amoroso』劇中歌    | 強欲・マモン 役：五十嵐拓人、暴食・ベルゼブブ 役：石川竜太郎、破滅・アバドン 役：吉田知央、矜持・カマエル 役：鷲尾修斗、叡智・イオフィエル 役：鈴木翔音 | 『Proof of guilt』 |

### 配信番組
- スマートボーイズPresentsインプロバラエティ『ぺあぺあ』＃5・＃6（2020年1月27日・3月30日、ニコニコ生放送）
- ツキプロチャンネルあおぞらスペシャル！48時間生配信（2020年11月8日、YouTube・ニコニコ生放送）
- ツキプロチャンネル48時間生配信2021（2021年11月6日・7日、YouTube・ニコニコ生放送）
- 『吉田知央 23th Birthday配信』（2022年2月6日）
- ツキプロチャンネル48時間生配信2022（2022年11月5日・6日、YouTube・ニコニコ生放送）※5日のみ出演[48]
- 飛び出せ！🎀エイプリル（2023年4月1日、YouTube）[49]
- ツキプロチャンネル48時間マジカルTV（2023年11月3日・4日、YouTube・ニコニコ生放送）※4日のみ出演[50]

### 雑誌・書籍
- HR （雑誌）
- キャストサイズ 春の特別号2020 （2020年4月6日発売）

### その他
- SKIPシティ国際Dシネマ映画祭2017（2017年7月16日）
- ツキプロ★ナイト出張版・劇場版SOARA発表会（2019年6月30日、アニメイト池袋本店9階イベントホール）[51]
- ツキプロFC特別企画 劇場版SOARAファンの集い（2019年7月28日、武蔵野公会堂）
- 劇場版SOARA前売券発売記念グリーティングinアニメイト池袋本店（2019年8月15日、アニメイト池袋本店）
- 劇場版SOARA LET IT BE-君が君らしくあるように-舞台挨拶（2019年10月4日・6日・11日・12日 ※中止・19日・20日: 池袋HUMAXシネマズ、2020年2月15日: 川越スカラ座）
- 石渡真修 バースデー＆2020カレンダー発売記念イベント（2020年1月5日、ドイツ文化会館OAGホール）
- オンライン謎解きゲーム2.5 次元ダンスライブALIVESTAGE『空森学園七不思議のナゾをとけ!!』（2020年11月13日 - 29日、Zoom）
- Blu-ray 2.5次元ダンスライブ「ALIVESTAGE」Episode 2『月花神楽』発売記念イベント（2020年5月9日、ヒューリックホール東京）※中止
- N-1グランプリ vol.5（2021年4月30日、本所地域プラザBIGSHIP）※中止
- 図ったん×ひょったん vol.5（2021年6月6日、新宿文化センター）
- 中尾拳也 生誕祭『CLOVER』〜約束と幸福の一日〜（2021年6月12日、地下スペースYホール）
- N-1グランプリ vol.6（2021年7月25日、大塚ドリームシアター）
- 劇団CATMINTイベント『はたして響は友佑先輩に23歳の誕生日を祝ってもらえるのか？！』（2021年7月31日、中目黒キンケロ・シアター）
- T-gene presents session vol.17（2021年8月8日、大塚ドリームシアター）
- T-gene presents session vol.18（2021年9月17日、北とぴあ）
- 植田慎一郎 28th Birthday event（2021年10月2日、シアター代官山）
- 図ったん×ひょったん vol.6（2021年10月16日 - 17日、四谷三丁目ドリームシアター）
- 図ったん×ひょったん vol.7（2021年10月23日 - 24日、バルスタジオ）
- 劇場版SOARA2 I will.-君が未来を歩くとき-舞台挨拶（2021年10月30日、池袋HUMAXシネマズ & 横浜ブルク13 / 11月6日・28日、池袋HUMAXシネマズ）
- 図ったん×ひょったん 忘年会2021（2021年12月27日、 本所地域プラザBIGSHIP）
- 舞台『トワイライトの涙』前夜祭イベント（2022年1月9日、大塚ドリームシアター）
- 石渡真修バースデーイベント（2022年1月29日、 牛込箪笥区民ホール）
- T-gene presents session vol.20（2022年2月19日、四谷三丁目ドリームシアター）
- T-gene presents session vol.21（2022年4月9日、新宿文化センター）
- 舞台『愛をなくした男』前夜祭 (2022年5月7日、新宿文化センター)
- Table Cloth course.1（2022年5月13日、Veats SHIBUYA）
- DAN☆DANワンマンライブ『Spinning happiness』After Party（2022年7月17日、代官山 SPACE ODD）
- 吉田知央のイベント ~ゲストじゃないよ~（2022年7月24日、J-SQUARE）
- 図ったん×ひょったん vol.10（2022年8月6日、四谷三丁目ドリームシアター）
- T-gene presents session vol.22（2022年8月13日、MUSEモード音楽学院本館）
- T-gene Fes vol.4 ~sound session~（2022年9月3日、MUSEモード音楽学院本館）
- T-gene presents session vol.23（2022年9月4日、MUSEモード音楽学院本館）
- T-gene 忘年会 2022（2022年12月30日、MsmailBOX渋谷）
- 吉田知央Birthday Event『知央ボーン！』（2023年2月5日、R’s ART COURT）
- 図ったん×ひょったん vol.11（2023年2月25日・26日、Msmile Box渋谷）
- MCハマー通ります Vol.2（2023年3月21日、special colors）
- キミに贈るコント Vol.1（2023年3月30日、MsmileBox渋谷）
- T-gene学園 vol.3「おしえて、図師先生」〜日直:田中彪〜（2023年4月2日、MUSEモード音楽学院本館）
- T-gene presents session vol.24（2023年4月8日、MUSEモード音楽学院本館）
- T-gene Fes vol.5 ~sound session~（2023年4月9日、MUSEモード音楽学院本館）
- T-geneStage『MOMOTARO』前夜祭（2023年5月13日・14日、R’s ART COURT）
- T-gene学園 vol.4「おしえて、図師先生」〜日直:田中彪〜（2023年6月3日、MUSEモード音楽学院本館）
- T-gene presents session vol.25（2023年6月4日、MUSEモード音楽学院本館）
- 図ったん×ひょったん vol.13（2023年6月10日・11日、Msmile Box渋谷）
- T-gene presents session vol.26（2023年6月17日、MUSEモード音楽学院本館）
- T-geneStage『MOMOTARO』後夜祭（2023年6月18日、MUSEモード音楽学院本館）
- T-gene Fes vol.6 ~sound session~（2023年6月24日、MUSEモード音楽学院本館）
- 図ったん×ひょったん Birthday Event 2023（2023年6月25日、MUSEモード音楽学院本館）
- 吉田知央企画イベント『ちひ屋vol.1』（2023年7月2日、滝野川会館大ホール）
- T-gene stage『消された声』【本番直前！前夜祭開催決定！】（2023年9月24日、MUSEモード音楽学院本館）
- T-geneStage『消された声』後夜祭（2023年10月1日、R’sアートコート）
- 2.5次元ダンスライブ「ALIVESTAGE Episode 7『斬心 -霖雨蒼生-』」発売記念イベント（2023年11月26日、animate hall BLACK）
- 図ったん×ひょったん 忘年会2023（2023年12月30日、ブルースクエア四谷）
- T-gene stage『コトの葉』前夜祭（2024年1月6日・7日、ブルースクエア四谷）※6日のみ出演
- 吉田知央25th BIRTHDAY EVENT（2024年2月11日、MUSEモード音楽学院本館）
- T-gene stage『コトの葉』後夜祭（2024年2月12日、ブルースクエア四谷）
- 2.5次元ダンスライブ「ALIVESTAGE Episode 8『太極伝奇の、舞台裏』」発売記念イベント（2024年3月20日、animate hall BLACK）
- 配信ドラマ『見上げた空に、あなたを想う』上映＋舞台挨拶（2024年3月23日、シネマハウス大塚）
- ≪K/K Produce≫『小西啓太の誕生日を祝っちゃってい！！』（2024年3月24日、SoyLatte STUDIO BASE）
- ボードゲームシアターvol.2（2024年3月30日、日本橋PACMAN）
- 図ったん×ひょったん the STAGE 前夜祭（2024年6月16日、MUSEモード音楽学院本館）
- 図ったん×ひょったん the STAGE 後夜祭（2024年7月13日、恵比寿ガーデンプレイスタワー13F）
- 吉田知央企画イベント『ちひ屋vol.2』（2024年8月3日、恵比寿ガーデンプレイスタワー13F）
- T-geneStage『MOMOTARO』上映会（2024年8月17日、本所地域プラザBIGSHIP）
- おぶちゃ特別篇『オブ会2024 - 紡げ、オリジナル。-』（2024年8月18日、ブルースクエア四谷）
- 『ザ・フィクション vol.8』（2024年9月7日、大塚ドリームシアター）
- 『第2回むげん会×小林涼バースディ』（2024年9月14日、浅草雷5656会館）
- 『6-B Fes』（2024年9月14日、K-STAGE O!）
- おぶちゃ番外篇『オブ会2024 - セッション、ラリー、クロスファイヤー。-』（2024年9月15日 - 16日、ルートシアター）
- 田中尚輝 29th Birthday Event（2024年9月23日、シアター代官山）
- T-geneStage『Episode 犬紀村』後夜祭（2024年11月16日、MUSEモード音楽学院本館）
- T-gene学園『クリスマスバージョン』（2024年12月22日、Msmile Box渋谷）
- 図ったん×ひょったん 大忘年会！（2024年12月30日、ブルースクエア四谷）
- 石渡真修 Birthday Event 2025（2025年1月5日、本所地域プラザBIGSHIP）
- 2.5次元ダンスライブ「ALIVESTAGE Episode 9『オトアツメ feat.ORIGIN』」発売記念イベント（2025年1月11日、animate hall BLACK）
- ボクラ団社×T-gene 合同企画『ボクジェネvol.6』（2025年1月12日、MUSEモード音楽学院本館）
- 秋葉友佑ファンミーティング 『Talk YU Live＃３』（2025年1月13日、SOOO dramatic！）
- ボクラ団社×T-gene 合同企画『ボクジェネvol.7』（2025年2月8日、MUSEモード音楽学院本館）
- 吉田知央 Birthday Event 2025（2025年2月9日、MUSEモード音楽学院本館）
- T-gene Stage『正義の味方 ~ジャスティス・タクティス~』前夜祭（2025年2月16日、MUSEモード音楽学院本館）
- T-gene Stage『正義の味方 ~ジャスティス・タクティス~』後夜祭（2025年3月16日、MUSEモード音楽学院本館）
- T-gene Stage『囚われた5人？-2025-』前夜祭（2025年4月6日、池袋ムーブメントスタジオ）
- 『6-B Fes vol.2』（2025年4月12日、新宿村LIVE）
- ましゅちひチャンネルファンミーティングvol.1（2025年5月11日、ブルースクエア四谷）
- おぶちゃ番外篇『ポエム同窓会 -ふたたび紡ごうぜ、オリジナル。-』（2025年8月9日、Route Theater／ルート・シアター）
- ましゅちひチャンネルファンミーティングvol.2（2025年9月21日、本所地域プラザ BIGSHIP）